# Jeanne d'Arc Kagayo
Jeanne d'Arc Kagayo née vers 1963, est une femme politique burundaise. Directrice d'école, elle s'implique en politique et devient députée du parti Vert-Intwari après l'accord d'Arusha. Devenue membre de la coalition Amizero y’Abarundi, elle est nommée ministre du développement communal en 2015, puis en 2018 ministre à la présidence, chargée de la Bonne Gouvernance.

## Biographie

### Enfance et formation
Jeanne d'Arc Kagayo est tout d'abord lauréate de l'École de formation d’instituteurs de Kanyinya, dans la province de Kirundo.  
Elle décide de compléter sa formation par un cursus au sein de l'Institut Supérieur de Contrôle et de Gestion, dont le directeur,  André Nkundikije, la recrute ensuite au sein de son parti, Vert-Intwari.

### Carrière
Elle exerce pendant plusieurs années comme institutrice puis comme directrice d'école primaire à Kirundo. En 1994, elle déménage dans la région de Bujumbura pour suivre son mari, où elle est de nouveau institutrice à Kinindo avant de retrouver un poste de directrice. 
En 2000, elle est élue députée.  
En 2005, déchiré par des luttes internes, le parti Vert-Intwari dont elle est membre et qui est uniquement composé de Tutsis, fait face à un échec cuisant lors des élections des conseillers communaux, et décide de s'allier avec le parti des Forces nationales de libération d'Agathon Rwasa, à composante hutue, au sein de la coalition Amizero y’Abarundi. 
Elle est nommée ministre du développement communal en 2015, puis le 17 avril 2018, ministre à la présidence, Chargée de la Bonne Gouvernance.

### Vie personnelle
Veuve, Jeanne d'Arc Kagayo est mère de six enfants et grand-mère de deux petits enfants. Elle est catholique pratiquante.